# Исаковка (Красноярский край)
Исаковка — деревня в Бирилюсском районе Красноярского края России. Входит в состав Полевского сельсовета.

## География
Деревня находится на берегах реки Исаковка (впадает в Исаковскую старицу реки Чулым), на расстоянии примерно 40 км к северо-северо-западу (NNW) от села Новобирилюссы, Абсолютная высота — 170 м над уровнем моря.

## Население
| 2010 |
| ---- |
| 86   |

### Гендерный состав
По данным переписи населения 2010 года, в деревне проживало 86 человек (45 мужчин и 41 женщина).

## Улицы
- ул. Заречная,
- ул. Таёжная,
- ул. Центральная[4].